# Tricostularia undulata
Tricostularia undulata là loài thực vật có hoa trong họ Cói. Loài này được (Thwaites) J.Kern miêu tả khoa học đầu tiên năm 1959.